# Krimschild
Het Krimschild was een Duitse militaire decoratie tijdens de Tweede Wereldoorlog die werd uitgereikt aan militair personeel onder het bevel van Generalfeldmarschall Erich von Manstein die tussen 21 september 1941 en 4 juli 1942 vochten tegen de Russen tijdens de verovering van de Krim.
Het schild werd op 25 juli 1942 ingesteld en ongeveer 250.000 keer uitgereikt. Daarmee is het het vaakst uitgereikte Duitse schild tijdens de Tweede Wereldoorlog.

## Totstandkoming
Legergroep Zuid (Duits: Heeresgruppe Süd) van de Wehrmacht trok door de Krim tussen het najaar van 1941 en de zomer van 1942. Ter herdenking aan de vijandelijkheden die eindigde met de Duitse verovering van Sebastopol op 4 juli 1942 werd het Krimschild gemaakt voor alle leden van veldmaarschalk Erich von Manstein's 11e Leger.

## Ontwerp
Op het hoofd van het schild stond de Duitse adelaar die tussen de klauwen een lauwerkrans vasthoudt waarbinnen zich een swastika bevindt. Links en rechts van de lauwerkrans staan de jaartallen 1941 en 1942, de begin- en einddatum van de veldtocht. Daaronder is schiereiland Krim te zien met daarop de letters KRIM.

## Criteria voor ontvangst
Het Krimschild kon worden uitgereikt aan alle leden van de Wehrmacht betrokken bij de vijandelijkheden tussen 21 september 1941 en 4 juli 1942. Aan de volgende criteria moest voldaan zijn om de onderscheiding te mogen ontvangen.
- Deelname aan een van de volgende veldslagen:

1. Doorbraak in de slag om Perekop (21 tot 30 september 1941)
2. Doorbraak in de slag om Juschne (18 tot 27 oktober 1941)
3. Doorbraak in de slag om Kertsj (28 oktober tot 16 november 1941)
4. Eerste aanval op Sebastopol (17 tot 31 december 1941)
5. Slag om Feodosija (15 tot 18 januari 1942)
6. Verdediging bij Parpatsch (19 januari tot 7 mei 1942)
7. Herovering van Kerch (8 tot 21 mei 1942)
8. Tweede aanval op Sebastopol (7 juni tot 4 juli 1942)

- Gewond geraakt in de strijd
- Drie maanden onafgebroken dienstgedaan ten zuiden van de linie Genischesk-Salkowo-Perekop

Het Krimschild werd ook uitgereikt aan soldaten van het Roemeense leger.

## Dragen
Het schild werd op het de linkerbovenarm van het uniform gedragen. Meestal werd het schild via het stukje stof op de achterkant aan de arm vastgenaaid, soms werd de stof verwijderd en het schild rechtstreeks op de mouw gepind.
De kleur van de stof gaf aan tot welke militaire tak de ontvanger behoorde:
- Groen voor Heer (landmacht)
- Blauw voor Luftwaffe (luchtmacht)
- Zwart voor Panzertruppe (gepantserde eenheden)